# Vicus Capitis Africae
Il Vicus Capitis Africae ("vico della testa di Africa") era una strada della Regio II Caelimontium di Roma antica, oggi non più visibile, che saliva dalla valle del Colosseo, iniziando probabilmente a fianco del Ludus Magnus, costeggiava il lato est del podio del tempio del Divo Claudio, fino alla sommità del Celio, dove oggi è piazza della Navicella, per proseguire e scendere poi fino alla Porta Metronia.
Il nome della strada è citato nell'Appendix Probi.
Giuseppe Gatti fu l'autore che identificò il Vicus Capitis Africae con l'antica strada sotto via della Navicella.